# 尼加拉瓜总统列表
以下为尼加拉瓜國家元首列表。
当前，尼加拉瓜的国家元首和政府首脑为尼加拉瓜共和国联合总统（西班牙語：copresidentes de la República de Nicaragua）。
在此之前，从1825年起至《1839年宪法》颁布，尼加拉瓜的国家元首称为“国家元首”（Jefe de Estado），1839年至1854年称为“最高执政官”（Supremo Director）。1854年，尼加拉瓜总统职位设立。
2025年，尼加拉瓜修宪，修改后的宪法规定总统权力由两位联合总统而非一人行使。联合总统由普选产生，任期为六年。修正案通过后，现任总统丹尼尔·奥尔特加和其妻子兼副总统罗萨丽奥·穆里略被宣布为首任联合总统。

## 中美洲联邦共和国尼加拉瓜国家元首 (1821—1838)
- 曼努埃尔·安东尼奥·德拉塞达-阿吉拉尔:1825年4月22日 - 1826年4月22日
Manuel Antonio de la Cerda y Aguilar
- 胡安·阿奎略·德尔卡斯蒂略-古斯曼:1826年4月22日 - 1827年9月14日
Juan Argüello del Castillo y Guzmán
- 佩德罗·贝尼托·皮内达·德莱昂(代理;在格拉纳达叛乱):1826年9月17日 - 1827年2月26日
Pedro Benito Pineda de León
- 曼曼努埃尔·安东尼奥·德拉塞达-阿吉拉尔(在莱昂和格拉纳达叛乱):1827年2月27日 - 1828年11月7日
- 佩德罗·奥维耶多·德·奇南德加 (临时):1827年9月 - 1827年12月14日
Pedro Oviedo de Chinandega
- 胡安·阿奎略·德尔卡斯蒂略-古斯曼:1828年8月5日 - 1829年4月
- 胡安·埃斯皮诺萨 (Juan Espinosa)(代理):1829年4月 - 1830年5月12日
- 迪奥尼西奥·德·埃雷拉 (Dionisio de Herrera):1830年5月12日 - 1833年11月
- 贝尼托·罗萨莱斯 (Benito Rosales)(代理):1833年12月- 1834年3月10日
- 何塞·努涅斯(代理) (José Núñez):1834年3月10日 - 1835年4月23日
- 何塞·塞佩达 (José Zepeda):1835年4月23日 - 1837年1月25日
- 何塞·努涅斯(代理):1837年1月25日 - 1838年1月12日
- 弗朗西斯科·希门尼斯·卢比奥(代理) (Francisco Jiménez Rubio):1838年1月12日 - 1838年3月13日
- 何塞·努涅斯:1838年3月13日 - 1838年11月17日

## 独立后尼加拉瓜国家元首 (1838年至今)

### 最高执政官 (1838—1854)
- 何塞·努涅斯:1838年11月17日- 1839年4月23日
- 埃瓦里斯托·罗卡 (Evaristo Rocha)(代理):1839年4月23日- 1839年6月30日
- 帕特里西奥·里瓦斯 (Patricio Rivas)(代理):1839年6月30日- 1839年7月27日
- 华金·德尔科西奥 (Joaquín del Cosío)(代理):1839年7月27日- 1839年10月20日
- 伊拉里奥·乌略亚 (Hilario Ulloa)(代理):1839年10月20日——1839年11月7日
- 托马斯·巴利亚达雷斯 (Tomás Valladares)(代理):1839年11月7日- 1840年9月21日
- 帕特里西奥·里瓦斯 (Patricio Rivas)(代理):1840年9月21日- 3月4日1841年
- 巴勃罗·布伊特拉戈 (Pablo Buitrago):1841年3月4日- 1843年4月1日
- 胡安·德·迪奥斯·奥罗斯科 (Juan de Dios Orozco)(代理):1843年4月1日- 1843年5月31日
- 曼努埃尔·佩雷斯 (Manuel Perez):1843年5月31日- 1844年11月4日
- 埃米利亚诺·马德罗斯 (Emiliano Madriz)(代理):1844年11月4日- 1845年1月24日
- 西尔韦斯特雷·塞尔瓦 (Silvestre Selva)(代理,有异议):1844年12月16日- 1845年1月20日
- 巴拉斯·安东尼奥·萨恩斯 (Blas Antonio Sáenz)(代理,从1845年1月24日有异议):1845年1月20日- 1845年4月4日
- 何塞·莱昂·桑多瓦尔 (José León Sandoval):1845年4月4日- 1847年3月12日
- 米格尔·拉蒙·莫拉莱斯 (Miguel Ramón Morales)(代理):1847年3月12日- 1847年4月6日
- 何塞·马里亚·格雷罗·德·阿尔科斯-莫利纳:1847年4月6日- 1849年1月1日
(José María Guerrero de Arcos y Molina)
- 托里维奥·特兰 (Toribio Terán)(代理):1849年1月1日- 1849年3月8日
- 贝尼托·罗萨莱斯 (Benito Rosales)(代理):1849年3月8日- 1849年4月1日
- 诺贝托·拉米雷斯·阿雷亚斯 (Norberto Ramírez Áreas):1849年4月1日- 1851年4月1日)
- 胡斯托·阿旺萨 (Justo Abaunza y Muñoz de Avilés)(代理):1851年4月1日- 1851年5月5日
- 何塞·劳雷亚诺·皮内达·乌加尔特 (José Laureano Pineda Ugarte):1851年5月5日- 1851年8月4日
- 胡斯托·阿旺萨(代理):1851年8月4日- 1851年11月11日
- 何塞·劳雷亚诺·皮内达·乌加尔特(异议):1851年8月5日- 1851年8月11日
- 何塞·弗朗西斯科·德尔蒙特内格罗 (José Francisco del Montenegro)(代理,叛乱):1851年8月5日- 1851年8月11日
- 何塞·德·赫苏斯·阿尔法罗 (José de Jesús Alfaro)(反叛):1851年8月11日- 11月2日1851年
- 何塞·劳雷亚诺·皮内达·乌加尔特 (从1851年11月2日叛乱):1851年11月11日- 1853年4月1日
- 弗鲁托·查莫罗·佩雷斯 (Fruto Chamorro Pérez):1853年4月1日- 1854年4月30日

### 总统（1854年至今）
| 总统                                                                 | 肖像 | 就任           | 离任           | 政党                        |
| -------------------------------------------------------------------- | ---- | -------------- | -------------- | --------------------------- |
| 弗鲁托·查莫罗 Fruto Chamorro                                         |      | 1854年4月30日  | 1855年3月12日  | 保守党                      |
| 何塞·马里亚·埃斯特拉达 (代理) José María Estrada                     |      | 1855年13月12日 | 1855年10月22日 | 保守党                      |
| 帕特里西奥·里瓦斯 (临时) Patricio Rivas                              |      | 1855年10月30日 | 1857年6月24日  | 保守党                      |
| 威廉·沃克                                                            |      | 1856年7月12日  | 1857年5月1日   | 篡位者                      |
| 军政府                                                               |      | 1857年6月24日  | 1857年11月15日 | 保守党/自由党               |
| 托马斯·马丁内斯 Tomás Martínez                                       |      | 1857年11月15日 | 1867年3月1日   | 保守党                      |
| 费尔南多·古斯曼·索洛萨诺 Fernando Guzmán Solórzano                   |      | 1867年3月1日   | 1871年3月1日   | 保守党                      |
| 比森特·夸德拉 José Vicente Cuadra                                      |      | 1871年3月1日   | 1875年3月1日   | 保守党                      |
| 佩德罗·华金·查莫罗·阿尔法罗 Pedro Joaquín Chamorro Alfaro            |      | 1875年3月1日   | 1879年3月1日   | 保守党                      |
| 华金·萨瓦拉 Joaquín Zavala                                           |      | 1879年3月1日   | 1883年3月1日   | 保守党                      |
| 亚当·卡德纳斯 Adán Cárdenas                                          |      | 1883年3月1日   | 1887年3月1日   | 保守党                      |
| 埃瓦里斯托·卡拉索 Evaristo Carazo                                    |      | 1887年3月1日   | 1889年8月1日   | 保守党                      |
| 尼古拉斯·奥索诺 (代理) Nicolás Osorno                                |      | 1889年8月1日   | 1889年8月5日   | 保守党                      |
| 罗贝托·萨卡萨 (代理) Roberto Sacasa                                  |      | 1889年8月5日   | 1891年1月1日   | 保守党                      |
| 伊格纳西奥·查韦斯·洛佩斯 Ignacio Chaves López                        |      | 1891年1月1日   | 1891年3月1日   | 保守党                      |
| 罗贝托·萨卡萨 Roberto Sacasa                                         |      | 1891年3月1日   | 1893年7月11日  | 保守党                      |
| 萨尔瓦多·马查多 (代理) Salvador Machado                              |      | 1893年7月11日  | 1893年7月15日  | 保守党                      |
| 华金·萨瓦拉 (代理) Joaquín Zavala                                    |      | 1893年7月16日  | 1893年7月25日  | 保守党                      |
| 何塞·桑托斯·塞拉亚 José Santos Zelaya                                |      | 1893年7月25日  | 1909年12月21日 | 自由党                      |
| 何塞·马德里斯 (代理) José Madriz                                     |      | 1909年12月21日 | 1910年8月20日  | 自由党                      |
| 何塞·多洛雷斯·埃斯特拉达 (代理) José Dolores Estrada                 |      | 1910年8月20日  | 1910年8月27日  | 保守党                      |
| 路易斯·梅纳 (代理) Luis Mena                                         |      | 1910年8月27日  | 1910年8月30日  | 保守党                      |
| 胡安·何塞·埃斯特拉达 (临时) Juan José Estrada                        |      | 1910年8月30日  | 1911年5月9日   | 保守党                      |
| 阿道弗·迪亚斯 Adolfo Díaz                                            |      | 1911年5月9日   | 1917年1月1日   | 保守党                      |
| 埃米利亚诺·查莫罗·巴尔加斯 Emiliano Chamorro Vargas                  |      | 1917年1月1日   | 1921年1月1日   | 保守党                      |
| 迭戈·曼努埃尔·查莫罗 Diego Manuel Chamorro                           |      | 1921年1月1日   | 1923年10月12日 | 保守党                      |
| 罗森多·查莫罗 (代理) Rosendo Chamorro                                |      | 1923年10月12日 | 1923年10月27日 | 保守党                      |
| 巴托洛梅·马丁内斯 Bartolomé Martínez                                 |      | 1923年10月27日 | 1925年1月1日   | 保守党                      |
| 卡洛斯·何塞·索洛萨诺 Carlos José Solórzano                           |      | 1925年1月1日   | 1926年3月14日  | 保守党                      |
| 埃米利亚诺·查莫罗·巴尔加斯 (政变, 军人) Emiliano Chamorro Vargas     |      | 1926年3月14日  | 1926年11月11日 | 保守党                      |
| 塞瓦斯蒂安·乌里萨 (代理) Sebastián Uriza                             |      | 1926年11月11日 | 1926年11月14日 | 保守党                      |
| 阿道弗·迪亚斯 Adolfo Díaz                                            |      | 1926年11月14日 | 1929年1月1日   | 保守党                      |
| 何塞·马里亚·蒙卡达 José María Moncada Tapia                          |      | 1929年1月1日   | 1933年1月1日   | 自由党                      |
| 胡安·包蒂斯塔·萨卡萨 Juan Bautista Sacasa                            |      | 1933年1月1日   | 1936年6月9日   | 自由党                      |
| 卡洛斯·阿尔韦托·布雷内斯·哈尔金 (代理) Carlos Alberto Brenes Jarquín |      | 1936年6月9日   | 1937年1月1日   | 自由党                      |
| 安纳斯塔西奥·索摩查·加西亚 Anastasio Somoza García                   |      | 1937年1月1日   | 1947年5月1日   | 军人/国民自由党             |
| 莱奥纳多·阿奎略·巴雷托 Leonardo Argüello Barreto                     |      | 1947年5月1日   | 1947年5月26日  | 国民自由党                  |
| 本哈明·拉卡约·萨卡萨 (代理) 萨Benjamín Lacayo Sacasa                 |      | 1947年5月26日  | 1947年8月15日  | 国民自由党                  |
| 维克托·曼努埃尔·罗曼-雷耶斯 Víctor Manuel Román y Reyes              |      | 1947年8月15日  | 1950年5月6日   | 国民自由党                  |
| 曼努埃尔·费尔南多·苏里塔 (代理) Manuel Fernando Zurita               |      | 1950年5月6日   | 1950年5月7日   | 国民自由党                  |
| 安纳斯塔西奥·索摩查·加西亚 Anastasio Somoza García                   |      | 1950年5月7日   | 1956年9月29日  | 军人/国民自由党             |
| 路易斯·索摩查·德瓦伊莱 Luis Somoza Debayle                           |      | 1956年9月29日  | 1963年5月1日   | 国民自由党                  |
| 勒内·斯奇克·古铁雷斯 René Schick Gutiérrez                           |      | 1963年5月1日   | 1966年8月3日   | 国民自由党                  |
| 奥兰多·蒙特内格罗·梅德拉诺 (代理) Orlando Montenegro Medrano         |      | 1966年8月3日   | 1966年8月4日   | 国民自由党                  |
| 洛伦索·格雷罗·古铁雷斯 Lorenzo Guerrero                              |      | 1966年8月4日   | 1967年5月1日   | 国民自由党                  |
| 安纳斯塔西奥·索摩查·德瓦伊莱 Anastasio Somoza Debayle                |      | 1967年5月1日   | 1972年5月1日   | 军人/国民自由党             |
| 自由-保守军政府                                                      |      | 1972年5月1日   | 1974年12月1日  | 国民自由党/社会保守党       |
| 安纳斯塔西奥·索摩查·德瓦伊莱                                         |      | 1974年12月1日  | 1979年7月17日  | 军人/国民自由党             |
| 弗朗西斯科·乌尔库约·马利亚尼奥斯 (代理) Francisco Urcuyo Maliaños    |      | 1979年7月17日  | 1979年7月18日  | 国民自由党                  |
| 国家重建军政府 （协调员: 丹尼尔·奥尔特加）                           |      | 1979年7月18日  | 1985年1月10日  | 多党合作/桑地諾民族解放陣線 |
| 丹尼尔·奥尔特加 Daniel Ortega                                        |      | 1985年1月10日  | 1990年4月25日  | 桑地諾民族解放陣線          |
| 比奥莱塔·巴里奥斯·德·查莫罗 Violeta Barrios de Chamorro              |      | 1990年4月25日  | 1997年1月10日  | 全国反对派联盟              |
| 阿诺尔多·阿莱曼 Arnoldo Alemán                                       |      | 1997年1月10日  | 2002年1月10日  | 立宪自由党                  |
| 恩里克·博拉尼奥斯 Enrique Bolaños Geyer                              |      | 2002年1月10日  | 2007年1月10日  | 立宪自由党                  |
| 丹尼尔·奥尔特加 Daniel Ortega                                        |      | 2007年1月10日  | 现任           | 桑地諾民族解放陣線          |
| 罗萨丽奥·穆里略 Rosario Murillo                                      |      | 2025年1月30日  | 现任           | 桑地諾民族解放陣線          |